# Lex (Derecho canónico)
Lex  (ley en latín, el nombre de las leyes romanas) es un término utilizado en Derecho canónico para designar a un tipo de legislación: la ley escrita promulgada por la autoridad competente; en contraposición a otro tipo de legislación, denominada ius, que se refiere a la conservada mediante tradición apostólica: enseñanzas orales (magisterio de la Iglesia), usos y costumbres, implicaciones teológicas de la liturgia y prácticas litúrgicas, en general las anteriores al Concilio de Nicea del año 325, a partir del cual la legislación escrita (lex) se convirtió en el vehículo normativo general.
La lex puede tomar forma de decretos o cánones de los concilios ecuménicos, decretos o cánones de los sínodos locales, decretos (decretales) del Papa, y otras formas del Derecho canónico vinculante, ya sea universal o por rito.
La mayor parte de la legislación eclesiástica (a menos que en ella misma se indique lo contrario) es, o bien un desarrollo de leyes anteriores, o un restablecimiento de leyes anteriores, particularmente de leyes incluidas en la tradición apostólica (ius).